# First Division (Malta) 1925/26
Die First Division 1925/26 war die 15. Spielzeit in der Geschichte der höchsten maltesischen Fußballliga. Meister wurden zum vierten Mal die Sliema Wanderers.

## Vereine
Im Vergleich zur Vorsaison verzichteten die Vittoriosa Rovers und die Ħamrun Spartans auf eine Teilnahme. Nach drei Jahren Pause nahm wieder der FC St. George’s teil.

## Modus
Die Saison wurde in einer einfachen Runde ausgetragen. Für einen Sieg gab es zwei Punkte, für ein Unentschieden einen und für eine Niederlage keinen Punkt. Bei Punktgleichheit wurde um die Meisterschaft ein Entscheidungsspiel ausgetragen.

## Abschlusstabelle
| Pl. | Verein              | Sp. | S | U | N | Tore    | Quote | Punkte |
| --- | ------------------- | --- | - | - | - | ------- | ----- | ------ |
| 1.  | Sliema Wanderers    | 6   | 6 | 0 | 0 | 027:200 | 13,50 | 12:0   |
| 2.  | FC Floriana (M)     | 6   | 4 | 1 | 1 | 015:700 | 2,14  | 09:30  |
| 3.  | Valletta United     | 6   | 3 | 0 | 3 | 016:800 | 2,00  | 06:60  |
| 4.  | Valletta Rovers     | 6   | 2 | 1 | 3 | 005:230 | 0,22  | 05:70  |
| 5.  | Msida Rovers        | 6   | 2 | 0 | 4 | 003:700 | 0,43  | 04:80  |
| 6.  | FC St. George’s (N) | 6   | 0 | 3 | 3 | 003:100 | 0,30  | 03:90  |
| 7.  | Sliema Rangers      | 6   | 1 | 1 | 4 | 002:140 | 0,14  | 03:90  |

Platzierungskriterien: 1. Punkte – 2. Torquotient
| Zum Saisonende 1925/26:                        |                                  |
| Maltesischer Meister 1925/26: Sliema Wanderers |                                  |
|                                                |                                  |
| Zum Saisonende 1924/25:                        |                                  |
| (M)                                            | Amtierender Meister: FC Floriana |
| (N)                                            | Neuaufsteiger: FC St. George’s   |

## Kreuztabelle
| 1925/26          | Sliema Wanderers | FC Floriana | VUN | VRO | Msida Rovers | FC St. George’s | SRA |
| ---------------- | ---------------- | ----------- | --- | --- | ------------ | --------------- | --- |
| Sliema Wanderers |                  | 4:1         | 3:1 | 9:0 | 1:0          | 5:0             | 5:0 |
| FC Floriana      | –                |             | 3:2 | 4:0 | 3:0          | 3:0             | 1:1 |
| Valletta United  | –                | –           |     | 8:0 | 0:1          | 3:0             | 2:1 |
| Valletta Rovers  | –                | –           | –   |     | 3:1          | 2:1             | 1:0 |
| Msida Rovers     | –                | –           | –   | –   |              | -:+ 1           | 1:0 |
| FC St. George’s  | –                | –           | –   | –   | –            |                 | 1:1 |
| Sliema Rangers   | –                | –           | –   | –   | –            | –               |     |